# Vasil Avrami
Vasil Avrami (ur. 14 lipca 1890 w Korczy, zm. 13 sierpnia 1962 w Tiranie) – albański polityk i prawnik, w latach 1930–1931 i 1933–1935 minister sprawiedliwości.

## Życiorys
Pochodził z kupieckiej rodziny wyznania prawosławnego. Ukończył szkołę średnią w Atenach, a następnie odbył studia prawnicze w Stambule. W latach 1918–1924 pełnił funkcję przewodniczącego rady miejskiej Korczy. W tym okresie angażował się w negocjacje z Patriarchą Konstantynopola dotyczące statusu Albańskiego Autokefalicznego Kościoła Prawosławnego. W latach 1932–1939 zasiadał w parlamencie. W latach 30. dwukrotnie stawał na czele resortu sprawiedliwości.
W latach 1940–1944 zasiadał w Radzie Państwa, działającej pod patronatem włoskim, a następnie niemieckim. W 1946, już w okresie rządów komunistycznych zaangażował się w przygotowanie wyborów parlamentarnych. Aresztowany w marcu 1950 i oskarżony o współpracę z okupantem. W latach 1954–1957 był internowany wraz z rodziną we wsi Myzeqe, a następnie we wsi Kuç k. Wlory. Zmarł w Tiranie w sierpniu 1962.